# Chris Herd
Chris Herd (Perth, 1989. április 4. –) ausztrál labdarúgó. 2010 és 2015 között az angol Aston Villa játékosa volt.